# Horní Paseky (Aš)
Horní Paseky (do roku 1947 česky Horní Reuth, německy Oberreuth) jsou vesnice, část města Aš v okrese Cheb v Karlovarském kraji. Nacházejí se v nejvýchodnější části Ašska, na hranicích s německým Saskem, v nadmořské výšce 675 metrů. Horní Paseky jsou ve společném osadním výboru s obcemi Vernéřov a Dolní Paseky. V Horních Pasekách se nachází turistický hraniční přechod do německého lázeňského města Bad Brambach. Je určen pouze pro pěší, cyklisty a lyžaře. Na německé straně hranic se nachází památník Horním Pasekám, který zahrnuje i informační tabuli s historií obce a několik dobových fotografií.

## Historie
První písemná zmínka o Horních Pasekách pochází z roku 1291. Okolo roku 1344 ves koupili od Neubergů Zedtwitzové. Na konci 19. století žilo v Horních Pasekách v 58 domech 326 obyvatel. Po požáru v roce 1917 se ale mnoho rodin odstěhovalo, a již se nevrátilo. Po odsunu německých obyvatel v roce 1947 obývalo vesnici již jen okolo 60 lidí. V roce 1950 byla oblast zahrnuta do zakázaného pásma, a většina domů byla stržena. Byla zde postavena rota pohraniční stráže, a státní statky využívali okolní pole pro chov dobytka a pro zemědělství. V roce 1968 místo zabrali sovětští vojáci, a pro své účely si zde postavili několik panelových domů. Tyto domy byly opuštěny v roce 1990. Do roku 1996 v Horních Pasekách není registrován žádný obyvatel. V letech 1996–1997 byly panelové domy po vojácích opraveny z peněz města Aše, a předány do užívání. V roce 2001 zde ve třech panelových domech žilo 52 obyvatel. Později přibyla pila, která je v současné době největší na Ašsku.
V Horních Pasekách se nacházel i německý hřbitov, který byl však po roce 1945 vandaly neustále ničen. Jeho dnešní stav je katastrofální. Náhrobní kameny vyrvané z hrobů se povalují po celém tehdejším hřbitově, který je dnes zarostlý k nepoznání. Stejný osud postihl také hřbitovy v Újezdě, Dolních Pasekách a Vernéřově. Všechny tyto tři hřbitovy však již byly za česko-německé spolupráce revitalizovány.

### Kaple
V roce 2007 byla v blízkosti Horních Pasek vystavěna malá pravoslavná kaple, která se tak stala nejzápadnější pravoslavnou stavbou v České republice. 24. dubna 2007 byla metropolitou Kryštofem vysvěcena svatému Hubertovi (patronu myslivců) a svatému Jiří. Stavba trvala dva měsíce, zatímco její plánování pět let. Kaple byla financována výhradně ze soukromých zdrojů. Kaple stojí přímo u cyklotrasy 2062.

## Obyvatelstvo
Při sčítání lidu v roce 1921 zde žilo 289 obyvatel, z toho čtyři Češi, 266 obyvatel německé národnosti, jeden jiné národnosti a 18 cizozemců. K římskokatolické církvi se hlásilo 57 obyvatel, 232 k evangelické církvi.
| Rok                                                         | 1869 | 1880 | 1890 | 1900 | 1910 | 1921 | 1930 | 1950 | 1961 | 1970 | 1980 | 1991 | 2001 | 2011 | 2021 |
| ----------------------------------------------------------- | ---- | ---- | ---- | ---- | ---- | ---- | ---- | ---- | ---- | ---- | ---- | ---- | ---- | ---- | ---- |
| Počet obyvatel                                              | 369  | 341  | 336  | 326  | 342  | 289  | 277  | 30   | 48   | -    | -    | -    | 52   | 88   | 71   |
| Počet domů                                                  | 61   | 58   | 60   | 58   | 58   | 50   | 53   | 49   | -    | -    | -    | -    | 3    | 8    | 9    |
| Počet domů v roce 1961 je zahrnut v počtu domů ve Vernéřově |      |      |      |      |      |      |      |      |      |      |      |      |      |      |      |

## Obecní správa
Při sčítání lidu v letech 1850–1873 Horní Paseky byly osadou obce Vernéřov v okrese Aš. V letech 1874–1959 byly samostatnou obcí v okrese Aš. V letech 1960–1975 byly opět částí obce Vernéřov v okrese Cheb. Od 1. ledna 1976 jsou částí města Aš v okrese Cheb.

## Pamětihodnosti
- Kaple svatého Huberta a svatého Jiří

## Galerie

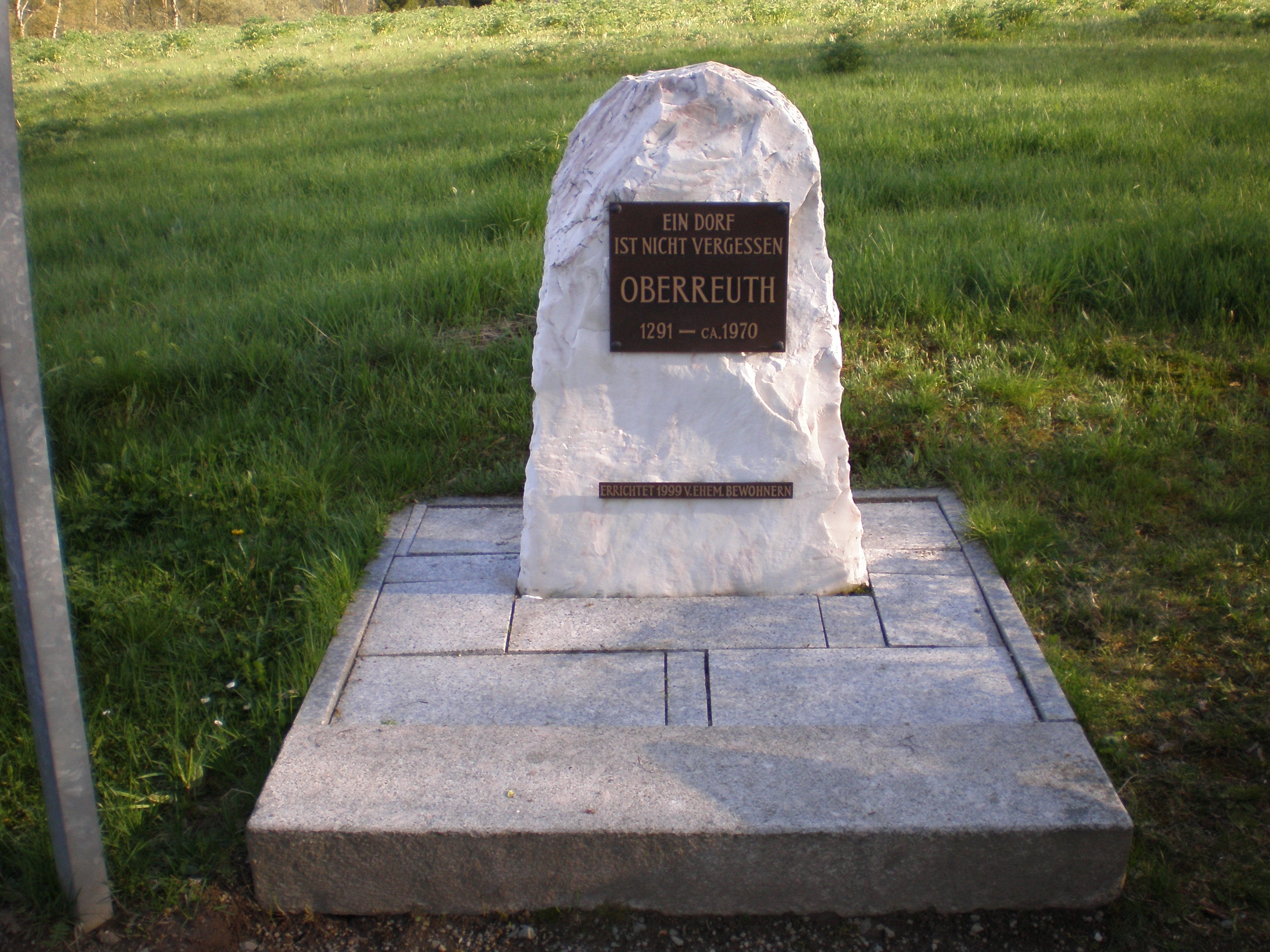
Památník Horním Pasekám u německé celnice
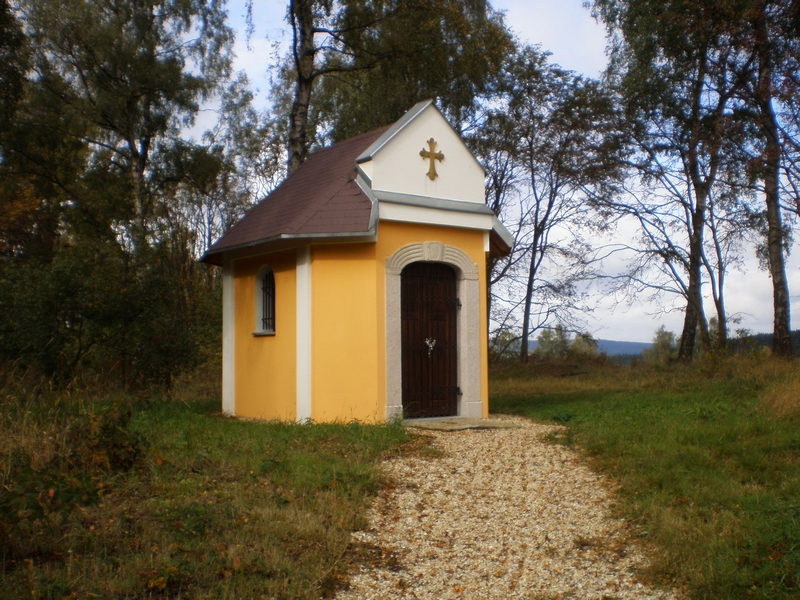
Kaple svatého Huberta a svatého Jiří
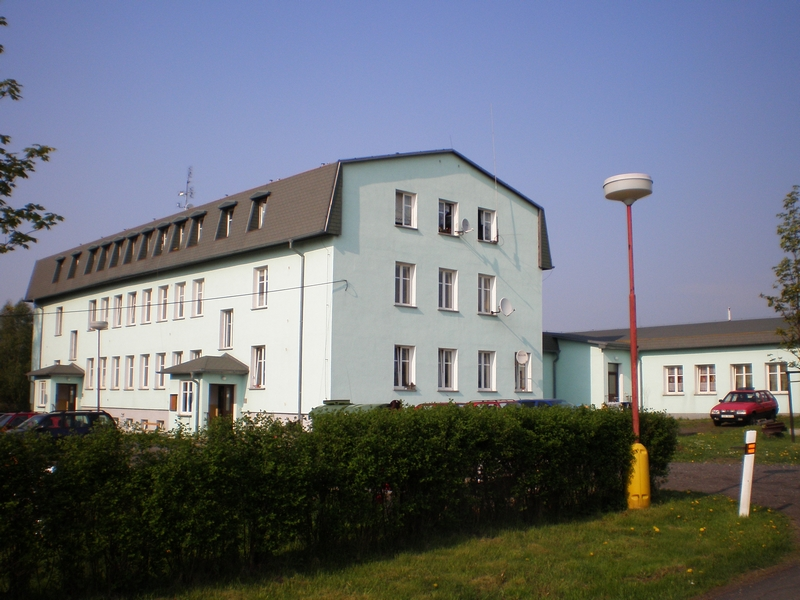
Rekonstruované domy ruských vojáků.